# Timbuktu
Timbuktu (ˡtɪmbʊktʰuː, francuski: Tombouctou), grad - oaza u zapadnoafričkoj državi Mali s 32.414 stanovnika. Grad leži oko 15 km sjeverno od rijeke Niger na južnom kraju Sahare. Timbuktu je glavni grad istoimene pokrajine Timbuktu koja je najveća od osam administrativnih pokrajina Malija (497.926 km²). Od travnja 2012. godine nalazi se u rukama Nacionalnog pokreta za oslobođenje Azavada (MNLA) i u sklopu nepriznate samoproglašene države Azavad kao mogući glavni grad buduće države.
Timbuktu je doživio svoj vrhunac od 13. do 16. stoljeća kao jedna od najvažnijih karavanskih postaja u transsaharskoj trgovini solju, zlatom, bjelokosti, a kasnije i robovima. U to vrijeme su njegove džamije i medrese bile jedno od glavnih vjerskih, ali i znanstvenih središta u Africi. Pored znamenitih građevina tradicionalne arhitekture, koje su UNESCO-ova svjetska baština, Timbuktu je slavan i po brojnim knjižnicama-muzejima u kojima se čuva do 700.000 starih rukopisa.

## Etimologija
Ime zapravo znači "Buktin bunar". Prema legendi Buktu (drugi način pisanja Bouctou) je bila crna robinja koju su Tuarezi zajedno sa stadom koza ovdje ostavili da nadzire bunar. Njeno ime bi trebalo značiti "žena s velikim pupkom", no možda se radi o narodnoj etimologiji. U ovoj predaji neki povjesničari vide prijenos opravdanja nekadašnjeg "gornjeg sloja" stanovnika Timbuktua za socijalnu podjelu na Tuarege svijetle boje kože i Bele, koji su bili vazali tamne puti, na područje mita
Francuski lingvist René Basset izvodi ime "Timbuktu" iz staroberberskog korijena koji znači "daleko" ili "skriveno". Time bi značenje imena bilo "vrlo udaljen bunar", odnosno, na južnom rubu pustinje. Novija istraživanja otvaraju mogućnost, da grad nisu osnovali Tuarezi, nego Šongaji iz njegove okolice. Ta mogućnost otvara i potrebu razmatranja tumačenja imena koje je dao istraživač Afrike i povjesničar Heinrich Barth prije 150 godina. Prema njemu, ime bi ispravno glasilo Tombutu a značilo bi "mjesto među dinama", što bi u tom slučaju dobilo smisao.

## Zemljopis
Timbuktu leži na južnom rubu Sahare, čije napredovanje (dezertifikacija) predstavlja najveći problem za grad. Pijesak se širi ulicama grada. U zadnjih dvadeset godina granica pustinje se proširila oko 100 km prema jugu. Grad ne leži točno na rijeci Niger, već 15-ak kilometara sjeverno. Rijeka ovdje protječe u velikom luku i doseže najsjeverniju točku svog puta prema sjeveroistoku te mijenja smjer skrećući prema jugoistoku, da bi se kasnije, nakon više od 2.000 km, ulila u gvinejski zaljev. Davno isušeni rukavci Nigera koji su nekada imali nadimak "kanali nilskih konja" pune se vodom još samo u vrijeme vrlo visokih voda, dok su nekada uzrokovali velike poplave u nekim dijelovima Timbuktua. Još u ranom novom vijeku Timbuktu je kanalom dugim 13 kilometara bio povezan s mjestom Kabara, zapravo lukom Timbuktua. Ovaj umjetni kanal omogućavao je u vrijeme visokih voda stanovnicima direktan pristup Nigeru pa time i dovoz i odvoz trgovačke robe jedrilicama i pirogama do samog grada. Danas je kanal zasut pijeskom, i još se samo nazire.
Iako je Timbuktu stoljećima sjecište velikih trgovačkih putova, i danas je pristup gradu povezan s nizom poteškoća. Plovidba brodom je moguća samo kad je vodostaj Nigera dovoljno visok. Cesta koja vodi s juga kroz savanu često je pokrivena pijeskom, i tada postaje privremeno neprohodna. Pristupom sa sjevera, kroz pustinju, prolaze samo dvije grupe putnika: rijetke karavane soli Tuarega, i suvremeni pustolovi. U novije vrijeme postoji mogućnost dolaska u grad avionom iz glavnog grada Bamaka.
Klima je pustinjska. Iz Sahare neprekidno puše suhi, vrući vjetar. Skromna vegetacija sastoji se od tamarisa, akacija i ginstera, ali i baobab i palme kao i niz korisnih stabala.
Prosječna godišnja temperatura je 28 °C, a najtopliji su svibanj i lipanj s oko 34 °C. Prosječna izmjerena količina padalina je oko 170 mm/m². Najvlažniji mjeseci su srpanj i kolovoz, s količinom padalina od po 56–66 mm/m². Pljuskovi u tom razdoblju mogu poprimiti biblijske razmjere i biti uzrokom vrlo velikih šteta na zgradama i džamijama građenim od gline. 1771. godine se u vrijeme jednog takvog nevremena srušila džamija al-Hana i pod sobom zatrpala četrdesetoro ljudi.

## Povijest

### Osnutak i rano vrijeme
Timbuktu su, prema kronikama koje su nastale kasnije, osnovali prije 1100te godine nomadizirajući Masufa Tuarezi na mjestu s vodom u blizini luka Nigera. No, vjerojatno začeci grada sežu u 9. ili 10. stoljeće, a njegovim začetnicima se, vjerojatno, treba smatrati Songaije, stanovnike "crne" Afrike. No, arheološki nalazi na samom mjestu su komplicirani, tako da se nedvosmisleni rezultati mogu očekivati tek za par godina. Na prijelazu tisućljeća mjesto se brzo razvija u značajnu trgovačku ispostavu na važnom karavanskom putu od Egipta preko Gao do Kumbi Salaha u tadašnjem zapadnoafričkom kraljevstvu  Gani.
Islam je do Nigera vjerojatno došao s trgovcima iz područja juga današnjeg Alžira. U početku Timbuktu nije imao ni izdaleka tako veliki značaj kao čvorište trgovačkih putova i središte muslimanskog obrazovanja kako to danas tvrde različite knjige i članci na internetu. Gospodarski uspon i s njim povezan kulturni procvat grada uslijedili su tek u 14. i 15. stoljeću. Čini se da je Timbuktu u svojim ranim danima konkurirao s trgovištem koje je bilo oko 25 kilometara istočnije, zvalo se Ţirraqqā, a prema zapisima arapskih geografa, istovremeno bilo i najzapadnija točka carstva Gana. Nakon propasti Gane, trgovci su se okrenuli Timbuktu, koji je blizinom Nigera pružao bolje mogućnosti za razmjenu i pretovar robe.

### Vrijeme velikih zapadnoafričkih carstava

#### Malijsko kraljevstvo
Timbuktu je od 13. ili ranog 14. stoljeća postao dijelom Malijskog carstva. Da li je ovo pripajanje uslijedilo nakon direktnog osvajanja ili se grad dragovoljno, radi zaštite od Tuarega na sjeveru i Mossija u Sudanu, priključio Maliju, nije nedvosmisleno razjašnjeno. No, čak niti vladar Malija nije bio u stanju spriječiti napad Mossija 1328. Iz tog napada može se zaključiti da je Timbuktu u to vrijeme već bio središte trgovine solju i zlatom. U to vrijeme grad je, prema procjenama, imao između 10.000 i 15.000 stanovnika.
Grad je već u to vrijeme bio poznat u južnoj Europi. Sredinom 14. stoljeća pojavljuje se na portolanima, katalonskim odnosno mallorcanskim kartama Svijeta, kao prijestolnica ("Ciutat de Melli") kralja Malija ("Rex Melli"). Na poznatoj karti Abrahama Cresquesa iz 1375. godine bajoslovni kralj Malija prikazan je s grudom zlata u ruci. Time se mislilo na crnog kralja Mansa Musu koji je 1324. bio na legendarnom hadžu u Meki. Na hadžu ga je, prema predaji, pratila posluga od 60.000 podanika, a također prema predaji, ponio je sa sobom dvije tone zlata koje je, navodno, velikodušno podijelio u Egiptu Ova predaja doprinijela je stvaranju legende o beskrajnom bogatstvu Timbuktua. Nakon povratka iz Meke, Musa je zadužio jednog muslimanskog arhitektu iz Andaluzije, koji ga je pratio na povratku, da sagradi Djinger ber džamiju i jednu rezidenciju.
Do Europljana su došla brojna izvješća sjevernoafričkih trgovaca i voditelja karavana. Pored toga, postojali su i pismeni opisi putnika, što je sve poticalo maštu u Europi. U Tunisu rođen Marokanac Ibn Battuta (1304. – 1368.?) putovao je u 14. stoljeću brojnim islamskim zemljama. Put ga je vodio preko Istočne Afrike sve do Indije, pa je tako 1352. stigao i u Timbuktu. Potvrđuje da je u tom gradu islam potpuno potisnuo stara afrička vjerovanja, no nije mogao razumjeti da u gradu žene ulicama hodaju "gole" (otkriveno lice žene). Ukupno, ne izvještava puno o značenju grada. Očito su u to vrijeme Valata i Gao bili puno značajniji, kako u gospodarskom tako i u pogledu stanja obrazovanja.

#### Songajsko Carstvo
Zlatno vrijeme Timbuktu na vrhuncu je u 15. i 16. stoljeću, nakon propasti maurske trgovinske metropole Valete. Timbuktu postaje karavansko središte na Nigeru i bio je u to vrijeme najveći grad u regiji, a imao je prema procjenama 15.000 do 25.000 stanovnika. U određeno vrijeme godine, kad su u Valatu stizale karavane soli sa sjevera, a s juga i zapada dolazili kupci, broj ljudi u gradu mogao se i udvostručiti. No brojke od 100.000 ili čak 200.000 ljudi, kako se navodi u popularno-znanstvenoj literaturi su čista spekulacija. Okolina Timbuktua nije mogla, čak ni u to vrijeme dok pustinja još nije doprla tako daleko na jug kao danas, nikako prehraniti tako velik broj ljudi.
U to vrijeme grad je pripadao kraljevstvu Songai i smatran je bogatim. Kralj Songaija, Soni Ali osvojio je 1468. godine Timbuktu i dao smaknuti dio intelektualaca jer su ostali lojalni kraljevstvu Malija. Grad je imao upravnika koga su strani putnici često smatrali vladarom cijelog kraljevstva. Pored trgovine solju i zlatom - koji su u to vrijeme bili gotovo jednako skupi - sa sjevera su u grad stizali metali, konji, svila, nakit, književnost, datulje.... Pored zlata, razmjenjivali su se robovi, slonovača, mošus, papar, guma, kožni proizvodi kao i proso s juga Zapadne Afrike. Pored toga, Timbuktu se razvio u najvažnije središte islamskog duhovnog života Zapadne Afrike . Džamija Sankoré je imala medresu, koja se može usporediti sa srednjovjekovnim univerzitetom, gdje se podučavao arapski jezik, govorništvo, astrologija, suđenje i tekstovi Kurana.  Tamo su se čitali i raspravljali tekstovi vodećih europskih filozofa, kao na primjer Descartesa. Pored toga, postojalo je još 150 do 180 škola kurana kojima je samo jedan nastavnik podučavao o religioznim i pravnim temama. Iz vremena Songai kraljevstva, koje je završilo marokanskim osvajanjem 1591. potiče većina džamija u Timbuktu. Džamija Sankoré, koja potiče iz 14. stoljeća, dovršena je u svojoj današnjoj veličini 1581. (989. islamskog kalendara)
Jedan od važnijih izvora je putopis Leo Africanusa (1485. – 1556.?). Rođen u Granadi, protjeran je u Sjevernu Afriku, gdje je po nalogu marokanskog sultana putovao tim područjem. Prema vlastitim navodima, do grada na Nigeru stigao je 1510./1512. No da li je doista bio u Timbuktuu, ostaje sporno jer npr. navodi pogrešan smjer u kojem teče Niger. Kasnije dospijeva kao rob u Italiju i opisuje za europske čitatelje Sudan, i  naročito Timbuktu. Njegov rukopis, koji prvobitno nije bio predviđen za tisak, objavljen je 1550. u Veneciji. Izdavač Ramusio dopunio je rukopis fantastičnim pretjerivanjima, i time zapečatio mit o neizmjerno bogatom gradu u Africi. Prije svega brojevi koji se odnose na trgovinu zlatom bili su očigledno svjesno krivotvoreni radi povećanja prodaje knjige.

### Timbuktu početkomnovog vijeka
Razlozi radi kojih je marokanski sultan Ahmad al Mansur (1578. – 1603.) odlučio vojskom osvojiti Timbuktu, bili su različiti. S jedne strane, htio je trgovinu zlatom, koja se sve jače okretala europskim trgovačkim centrima na zapadnoj obali Afrike (Senegal, Zlatna obala), ponovo vratiti u sjevernu Afriku. S druge strane, sultan iz dinastije Saadi koji je za sebe zahtijevao naslov šerifa (potomak proroka Muhameda) vidio je u Osmanskom carstvu koje se proširilo sve do Alžira opasnog rivala, jer su osmanski sultani sebe smatrali vladarima svih muslimanskih vjernika. No čini se i da je al Mansur u svojoj elitnoj trupi, koja se sastojala od španjolskih renegata, vidio određenu opasnost za vlastiti položaj. Zbog toga je na pohod za Timbuktu poslao jedinicu od 4.000 ljudi, opremljenu modernim vatrenim oružjem. Usprkos tomu što je trupa raspolagala tada najmodernijom opermom za pomoć u orijentiranju (kompas, sekstant), tromjesečni marš kroz zapadnu Saharu bio je vrlo naporan i s monogo ljudskih gubitaka.
Prema predaji, kraljevstvo Songai pobijeđeno je zadnjeg dana 999. odnosno prvog dana 1000te godine prema muslimanskom kalendaru (sredina listopada 1591. prema gregorijanskom kalendaru). Marokanci osnivaju vojne garnizone prvo u Gao a zatim i u Timbuktuu, no nisu se trajno mogli oduprijeti napadima Tuarega i naroda koji su živjeli južno od koljena Nigera. Zato su svoje aktivnosti ograničili samo na neposrednu okolinu gradova. Zadnji marokanski paša morao je odustati od Timbuktua 1828.
Timbuktu, koji nikada nije bio glavni grad nekog od zapadnoafričkih kraljevstava, nikada više nije mogao obnoviti svoj raniji sjaj i izgubio je na značenju. Transsaharska trgovina izgubila je na značenju jer je zapadnoafričko zlato sad odlazilo na obalu Atlantika, otuda i ime Zlatna obala za područje gdje se danas nalazi država Gana.

### Utrka za Timbuktu
Još uvijek je u području nagađanja dolazak Europljana u Timbuktu prije 1800te. Neki svjedoci iz srednjeg vijeka ukazuju na dolazak Talijana Benedetta Dei u 15. stoljeću na Niger, no stvarnih dokaza nema. I putovanje Francuza Anselma d'Ysalguiera između 1402. i 1410. u Gao i možda u Timbuktu gdje je navodno živio, moglo bi biti samo rezultat fantazije iz kasnijeg vremena. Jednako tako treba pretpostaviti da američki mornar Robert Adams koji je 1816. napisao knjigu o vremenu koje je proveo u zarobljeništvu Maura, nije bio u Timbuktuu, nego je samo prepričao opise maurskih trgovaca, predstavivši se kao očevidac.
Prvi Europljanin koji je dokazivo stigao u Timbuktu 1826. bio je britanski časnik Alexander Gordon Laing. No, na povratku su ga ubili Mauri, a njegovi zapisi su netragom nestali. Tek je René Caillié 1828. koji je došao u Timbuktu obučen kao Arapin uspio obavijestiti Europu o tom gradu, obavijenom starim mitovima i maštom. No, njegovi izvještaji su bili u tako velikoj suprotnosti sa starim mitovima, očekivanjima i nadanjima, da neki još i danas, posebno u Velikoj Britaniji, tvrdoglavo ustrajavaju u sumnjama da je on uopće bio u Timbuktuu. Sve njegove izvještaje potvrdio je 25 godina kasnije njemački istraživač Afrike, Heinrich Barth. On je po britanskom nalogu došao u Timbuktu u rujnu 1853. i tamo se zadržao do travnja 1854. boravivši pod zaštitom vrhovnog gradskog učitelja kurana, Sidi Ahmad al Baqqai. Isposlovao je sa šeikom i vođama Tuarega sporazum kojim se Velika Britanija obvezuje štititi grad i okolicu od daljnjih napada Francuza. No, kako je u to vrijeme uslijedilo približavanje Francuza i Britanaca, sporazum, na veliko razočarenje al Baqqaia, u Londonu nije ratificiran.
Veliki uspjeh za znanost je bila činjenica, da je Barth mogao proučiti brojne povijesne tekstove pohranjene u Timbuktuu, i time dokazati ranije pretpostavke Europe o povijesti Afrike. Njegov izvještaj s tog putovanja bio je temelj svih kasnijih istraživanja povijesti zemlje na Nigeru, a naročito Timbuktua.

### Timbuktu u kolonijalnom i postkolonijalnom vremenu
Usprkos ogorčenom otporu Tuarega i protiv volje vlade u Parizu, francuske kolonijalne trupe početkom 1894. pod komandom kasnijeg maršala Joffra definitivno pripajaju Timbuktu koloniji "Afrique Occidentale Française", kraticom "AOF" (Francuska zapadna Afrika). Prva vojna jedinica koja je, bez obzira na zadranu novog civilnog upravitelja Francuske zapadne Afrike, krenula u pohod na Timbuktu upala je u zasjedu Tuarega i bila potpuno uništena.
Kasnije, kako bi opravdali vojno i politički besmisleno osvajanje odog područja, Vlada je iz Pariza poslala novinara Félixa Duboisa da pokuša uljepšati događanja. On je napisao izvještaj s puta pod nazivom Tajanstveni Timbuktu u kojem je situaciju u Sudanu i starim trgovačkim gradovima Djenné i Timbuktu prikazao vrlo izglednom a to područje kao buduću Indiju Francuske.
Razna plemena naroda Tuarega, nekad pojedinačno, nekad više njih udruženo, često su organizirali pobune kao i organizirali upade u ovo područje iz Mauritanije.
Nakon proizvoljno povučene granice između Alžira i Francuste zapadne Afrike preko područja koje su nastanjivali Tuarezi, trgovinske veze sa sjeverom se prekidaju, a Timbuktu i dalje gubi na značenju., dok jačaju trgovački gradovi uz unutrašnju deltu Nigera, Djenne i Moptia. Zadnja velika karavana u velikom stilu s više tisuća deva stigla je u Timbuktu iz oaze Tafilalet 1937. Zadržalo se značenje trgovine solju s jeverom Malija.
Nakon konačnog potčinjavanja nomada francuskoj vlasti, Timbuktu postaje sasvim nevažan. Premještanje francuskog časnika u Timbuktu bilo je ravo kažnjavanju. Za vrijeme kolonijalnog vladanja, još 1880. zamišljena, transsaharska željeznica koja je trebala povezati Alžir s Francuskom zapadnom Afrikom nije realizirana. Između dva svjetska rata se uvijek ponovo razmatrala mogućnost realizacije tog projekta, no nije se nikad došlo ni blizu konkretnoj provedbi, jer su nadležne komisije uvijek dolazile do spoznaje, da obujam trgovine tom željeznicom nije u stanju pokriti troškove njenog građenja i održavanja.
Nakon 22. rujna 1960. Timbuktu postaje dio Republike Mali koja dobiva samostalnost. Još u 1950im godinama došlo je do sukoba između Tuarega i crnih upravnih činovnika koji su u to vrijeme još bili u službi Francuske.
Nakon stjecanja nezavisnosti, sukob između pustinjskih nomada i predstavnika državne vlasti koji su htjeli nekontrolirane Tuarege preobraziti u sjedilačko stanovništvo. Tuatezi 1990tih organiziraju pobunu s ciljem proglašenja samostalne države. Pobuna je okončana 1996. simboličnim spaljivanjem oružja. Na povijesni mirovni sporazum podsjeća "Plamen mira", spomenik u Timbuktuu.
U srpnju 2012. godine Timbuktu je upisan na popis ugroženih mjesta svjetske baštine na zahtjev vlade Malija zbog vojnih sukoba pobunjenih Tuarega koji su proglasili neovisnost države Azavad, čiji bi glavni grad upravo trebao biti Timbuktu.

## Znamenitosti

### Tradicionalna arhitektura
Izvorni način građenja u Timbuktu bio je uvjetovan nedostatkom kamena, pa se gradilo od gline. Stariji zapisi govore o gradnji koliba u obliku košnice, okruglog tlocrta, u kojima su pretežno živjeli siromašni stanovnici.
Najkasnije u 15. stoljeću nametnuo se zahtjevan stil građenja, koji obilježava prije svega kuće bogatog sloja građana (upravni činovnici, trgovci i učeni ljudi). Taj način građenja od gline, koji je postao poznat kao "sudanski stil", posebno je vidljiv kod džamija koje se prema vrhu sužavaju. Osnovnu konstrukciju čini kostur od drveta, koji se zatim oblaže glinom. Na taj način građeni su objekti s dva kata. Prizemlja su korištena kao medrese, prodavaone, radionice ili skladišta, dok je kat, koji je bio prozračnije građen, korišten za stanovanje. U tom dijelu kuće nalazile su se i biblioteke obrazovanih ljudi i učitelja. Gradnja od ovog samo uvjetno solidnog materijala dovodila je kod velikih kiša do velikih šteta na građevinama, i eventualnog urušavanja. Nakon svakog kišnog razdoblja zidovi su se morali obnavljati. Kuće, čije popravljanje se više nije isplatilo, jednostavno su napuštane.
Pored tradicionalne arhitekture s glinom, u Timbuktuu se mogu vidjeti i stambene višekatnice građene od vapnenca po uzoru na Maroko i Mauritaniju. Ovaj stil su vjerojatno donijeli vojnici Đuder paše na Nigeru. Fasade su okomito podijeljene palisterima i po uzoru na marokanski stil tog vremena ukrašene "andaluzijskim" prozorima i vrlo masivnim drvenim vratima. Prozori prvobitno nisu bili ostakljeni, nego samo zasjenjeni drvenim filigranski obrađenim rešetkama. Vrata odlikuju umjetnički ukrašene željezne obloge i geometrijski uzorci od velikih čavala za što je uzor bila arhitektura al Andaluza, u to vrijeme dijela Španjolske pod muslimanskom dominacijom.

### Svjetska baština
Tri džamije koje obilježavaju sliku grada, Djinger ber, Sankŕe i Sidi Yahia, kao i 16 groblja i mauzoleja uvršteni su od 1988. godine na UNESCO-ov popis mjesta svjetske baštine u Africi. Vlada Malija tražila je da se na popis uvrste i povijesna jezgra grada sa svojim tipičnim načinom gradnje od gline kao i brojne džamije građene od 13. do 15. stoljeća. No, prema mišljenu komisije za uvrštavanje na UNESCO-ov popis, moderni način gradnje je već previše zadro u samu jezgru grada i očuvanje izvorne jezgre time više nije bilo moguće.
God. 2001. je ISESCO, muslimanska inačica UNESCO-a, proglasio Timbuktu "Islamskim glavnim gradom svjetske kulturne baštine" na području Afrike za 2006. godinu.

### Rukopisi Timbuktua
U Timbuktuu se navodno čuva oko 100.000 iluminiranih rukopisa kao obiteljsko blago i kao naslijeđe vremena kad je Timbuktu bio centar znanja. Oni su organizirani u više od 20 privatnih zbirki (408 uključujući okolicu grada), uglavnom zaprašenih škrinja punih listova nagrizenih zubom vremena. Zbirke čuvaju rukopise koji su u grad dospjeli u bisagama arapskih trgovaca, španjolskih izbjeglica ili ih je preslikao netko od sve brojnijih domaćih kaligrafa u Timbuktuu. One nose imena, poznata iz starih kronika: Haidara, Kati, Suyuti, Tahar, Wangari i Fondo Kati, a podupiru ih Zaklada Ford, Sveučilište u Oslu ili financijeri iz Dubaija. 
Predodžba o gradu kao kozmopolitskom centru privukla je brojne učenjake, a i potomci starosjedilačkih obitelji su se posljednjih godina priključili modernim sakupljačima obnavljajući svoje zbirke. Vlasnici sada znaju kakvo blago čuvaju, no još mozgaju kako ga pretvoriti u znanje ili novac.

## Stanovništvo
Zbog burne povijesti i položaja na sjecištima značajnih trgovačkih putova, stanovništvo Timbuktua sastoji se od pripadnika različitih naroda i skupina. Između ostalih to su Tuarezi (dio naroda Berbera), Mauri, Songai, Mandinka i Bambara. Dijelom žive u odvojenim gradskim četvrtima. U okolici grada sreću se Tuarezi s devama i Fulbe s njihovom stokom. Bozo su ribari na Nigeru.
Uz obale Nigera žive i pripadnici skupine Bella, tamnoputi ribari i sitni zemljoradnici. Pretpostavlja se, da bi oni mogli biti potomci prvobitnih stanovnika ovog područja koje su Tuarezi u ranom srednjem vijeku potisnuli u zavisni položaj. U predaji o osnivanju Timbuktua i robinji Buktu se možda ogleda ovakav razvoj (vidi poglavlje o etimologiji). Sve do unatrag pedesetak godina Tuarezi su ih izrabljivali kao neku vrstu robova. Pri tome, pojedine porodice Bella nisu bile "vlasništvo" konkretnih Tuarega, nego su kao neslobodni kolektivitet radili za Tuarege isto kao kolektivitet ili su im morali ustupati određena davanja. Od nezavisnosti Malija službeno su slobodni, no i dalje se uglavnom osjećaju dijelom tradicionalnog tuareškog društvenog poretka i većinom govore jezik nekadašnjih gospodara, Tamašek.

## Zbratimljeni gradovi
| - Château-Chinon (Ville), Francuska - Chemnitz, Njemačka - Hay-on-Wye, Velika Britanija - Kairouan, Tunis | - Marakeš, Maroko - Saintes, Francuska - Tempe, SAD - Tifariti, Saharska Arapska Demokratska Republika |

## Primjedbe i komentari
1. ↑    Stanje 1. siječnja 2006.
2. ↑  Tuarezi zahtijevaju neovisnost od Malija (engl.) Al Jazeera, 6. travnja 2012.
3. ↑  Chris Rainier, "Reclaiming the Ancient Manuscripts of Timbuktu", National Geographic News 27. svibnja 2003. (engl.) Preuzeto 24. listopada 2011.
4. ↑  René Basset, Mission au Sénégal. Paris 1909., strana 198.
5. ↑   prosječne klimatske vrijednosti za Timbuktu
6. ↑  Pogledati članak prof. Tim Insoll (Cambridge)[neaktivna poveznica]
7. ↑  vidjeti James L. A. Webb, Desert Frontier: Ecological and Economic Chance along the Western Sahel 1600-1850. Madison, Wisc. 1995., strana 16.
8. ↑  John Hunwick ove brojeve naziva „grossly inflated (beskrajnim pretjerivanjem)“. Vidi Hunwick, Timbuktu & the Songay Empire, str. 9. Egipatski kronisti 14. i 15. stoljeća ne znaju ništa o tako velikoj skupini putnika za Meku. Vrlo sporna je i količina zlata s kojm su putovali.
9. ↑  Said Hamdun i Noel King (Hgg.), Ibn Battuta in Black Africa. London 1975., str. 52
10. ↑  Francuski arheolog Raymond Mauny procjenjuje, na temelju zračne arheološke studije, broj stanovnika na najviše 25.000. Malijski povjesničar Sékéné Cissoko je nasuprot tome, izračunao broj stanovnika od 100.000. Njegov kolega E. Saad smatra, da je stanovništvo brojalo oko 50.000, što bi bilo gornja granica ozbiljnih procjena. Vidi Saad, Social History of Timbuktu, str. 27 i 90. Afrikanac Webb polazi od procjena između 30.000 do 50.000 stanovnika. Vidi James L. A. Webb, Desert Frontier, str. 16
11. ↑  Ne postoji suglasje treba li se Timbuktu smatrati najznačajnijim središtem islamskog obrazovanja u regiji. Britanski stručnjak za Zapadnu Afriku John Spencer Trimingham zastupa stajalište da je mjesto Timbuktua u literaturi značajno precijenjeno, i da je Djenné kao „centre of Negro Islamic learning“ (središte crnog islamskog učenja) imao na tom polju važniju ulogu. Vidi Trimingham, A History of Islam in West Africa (Povijest islama u Zapadnoj Africi) London - Oxford 1970., str. 98.
12. ↑   FAZ članak o „afrikanische Oxford“ ("afričkom Oxfordu") od 2004.
13. ↑  Na mnogim internetskim stranicama se kao datum izgradnje navodi 989. godina, no to je godina prema islamskom kalendaru, različitom od kršćanskog brojanja godina. Inače bi džamija bila starija nego sami grad.
14. ↑   Sultanovi plaćenici
15. ↑  Herbert Kaufmann, Wirtschafts- und Sozialstruktur der Iforas-Tuareg. (Gospodarska i socijalna struktura Iforas Tuarega) Köln 1964. (phil. Diss.), str. 218
16. ↑  O povijesti sukoba vidjeti rezultate višegodišnjeg istraživanja Pierre Boilley (dizertacija na Sorboni)  Arhivirana inačica izvorne stranice od 11. prosinca 2008. (Wayback Machine)
17. ↑  Odluka o stavljanju lokaliteta na sjeveru Malija na popis ugrožene svjetske baštine. UNESCO. Pristupljeno 30. srpnja 2012.
18. ↑  Mali Tuareg rebels control Timbuktu as troops flee. BBC News. 1. travnja 2012. Pristupljeno 3. travnja 2012.
19. ↑  Podloga: Knjiga René Gardi, Auch im Lehmhaus läßt sich’s leben: Traditionelles Bauen und Wohnen in Westafrika (I u kućama od gline se može živjeti: Tradicionalna gradnja i stanovanje u zapadnoj Africi), Grac 1973.
20. ↑  O arhitekturi vidjeti Thomas Krings, Sahelländer. Geographie, Geschichte, Wirtschaft, Politik (Zemlje Sahela. Geografija, gospodarstvo, politika) Darmstadt 2006., strana 83
21. ↑   Evaluacijski izvještaj komisije ICOMS za komitet UNESCOa, 1981. i 1988., i  Tekst odluke
22. ↑   Službena web stranica „Tombouctou 2006“
23. ↑  GEO: Idemo u Timbuktu!  Arhivirana inačica izvorne stranice od 17. rujna 2011. (Wayback Machine) svibanj 2011.

## Vanjske poveznice
- Arhivirana inačica izvorne stranice od 27. rujna 2006. (Wayback Machine) Bibliografija o povijesti Timbuktua od prof. John O. Hunwick; Literatura do vremena oko 2000.
- Arhivirana inačica izvorne stranice od 1. listopada 2007. (Wayback Machine) Izvadak iz Barthovog izvještaja s ilustracijama
- Upis u UNESCOv popis mjesta Svjetske baštine  (engleski)  (francuski)
- Arhivirana inačica izvorne stranice od 8. kolovoza 2011. (Wayback Machine) Članak o islamskim rukopisima u Timbuktuu
- Slike i putne informacije (engleski)
- Fotografije iz 1906.
- Arhivirana inačica izvorne stranice od 28. rujna 2007. (Wayback Machine) Heinrich Barth i Timbuktu
- Arhivirana inačica izvorne stranice od 22. siječnja 2008. (Wayback Machine) Timbuktu-Webstranica univerziteta u Oslu s dragocjenim poveznicama